# Centrozom

Centrozom

Centrozom (dělicí tělísko, cytocentrum) je organela živočišných buněk a buněk nižších rostlin.
Bez přítomnosti centrozomu není možné jaderné dělení.[zdroj?] Konkrétní funkcí centrozomu je organizování mikrotubulů do prostorové sítě. Během buněčného dělení zajišťuje navázání chromozomů na mikrotubuly. Nachází se v něm asi 100 různých proteinů, které jsou většinou zcela unikátní a neexistují k nim analogické proteiny v jiných částech buňky.

## Umístění centrozomu v buňce
Vyskytuje se v cytoplazmě těsně u jaderné membrány (karyolema), která je v jeho okolí mírně prohloubena, a před mitózou se duplikuje. Dva centrozomy tvoří póly dělicího (mitotického) vřeténka, jehož vytváření a orientaci zajišťují. V živočišných buňkách (na rozdíl od rostlinných) jsou centrozomy pozorovatelné po celou dobu mitózy.
V buňkách řasinkového epitelu není centrozom umístěn v blízkosti jádra, ale posunuje se k cytoplazmatické membráně, kde se centrioly zmnoží na počet 200–300 a stávají se bazálními tělísky řasinek.

## Části centrozomu
- Centriola nebo také centriol - středové tělísko
- Centrosféra - hustá bezstrukturní zóna kolem
- Astrosféra - radiálně uspořádaná, jsou to mikrotubuly vybíhající z centrosféry

Struktura ventrikly se jeví jako dutý válec. Stěna válce je zpravidla tvořena z 9 trojic periferně souběžných mikrotubulů. Centrozom je tvořen dvěma centriolami, válcovitými útvary složenými převážně z tubulinu. Centrioly v centrozómu jsou vzájemně orientovány v pravém úhlu.